# Gmina Muhurr
Gmina Muhurr (alb. Komuna Muhurr) – gmina  położona w środkowej części Albanii. Administracyjnie należy do okręgu Dibra w obwodzie Dibra. W 2011 roku populacja gminy wynosiła 2780 w tym 1322 kobiet oraz 1458 mężczyzn, z czego Albańczycy stanowili 85,83% mieszkańców.
W skład gminy wchodzi siedem miejscowości: Muhurri, Bulaq, Fushë-Muhurr, Hurdhe-Muhurr, Rreth-Kale, Shqarth, Vajmedhe.